# Beaucoup de bois pour rien
 (octobre 2024).
Beaucoup de bois pour rien (Lumber Jerks) est un cartoon, réalisé par Friz Freleng et sorti en 1955, qui met en scène  les Goofy Gophers.